# Lago Argentino
För andra betydelser, se Lago Argentino (olika betydelser).
Lago Argentino (svenska Argentinasjön) är en insjö i Patagonien i sydligaste Argentina. Sjön är belägen nära den chilenska gränsen i sydvästra delen av provinsen Santa Cruz. Sjön gränsar i väster till Anderna och nationalparken Los Glaciares nationalpark som bland annat innehåller glaciären Perito Moreno. 

## Sjön
Lago Argentino är med sina 1415 kvadratkilometer Argentinas största sjö. Vid den östra ändan av sjön ligger samhället El Calafate, som de senaste åren alltmer har förändrats från en ödslig utpost till ett växande turistcentrum. Kring den västra delen av sjön dominerar det torra patagoniska stäpplandskapet, medan den västra delen omges av Anderna. Längst i väster delas sjön upp i två smalare, fjordliknade, armar som sträcker sig mot norr och söder. I den norra ändan finns glaciären Upsala. Söder ut ligger den mest besökta glaciären, Perito Moreno. Vattnet i sjön kommer från glaciärerna i väster och från sjöar och vattendrag som hämtar sitt vatten från glaciärerna. Det gör att vattentemperaturen i sjön är låg och att isberg kan förekomma i hela sjön även sommartid.
Sjön är tillsammans med Los Glaciares nationalpark sedan 1981 med på Unescos världsarvslista.

## Övrigt
Lago Argentino är också namnet på El Calafates flygplats som är belägen några kilometer från sjön. Flygplatsen har regelbunden trafik till såväl Buenos Aires som Ushuaia på Isla Grande de Tierra del Fuego i provinsen Eldslandet. Rutten Ushuaia-El Calatafe som tar en knapp timme är populär bland turister till Patagonien. Med buss skulle motsvarande resa ta 2 dagar och omfatta en lång omväg.

## Bilder

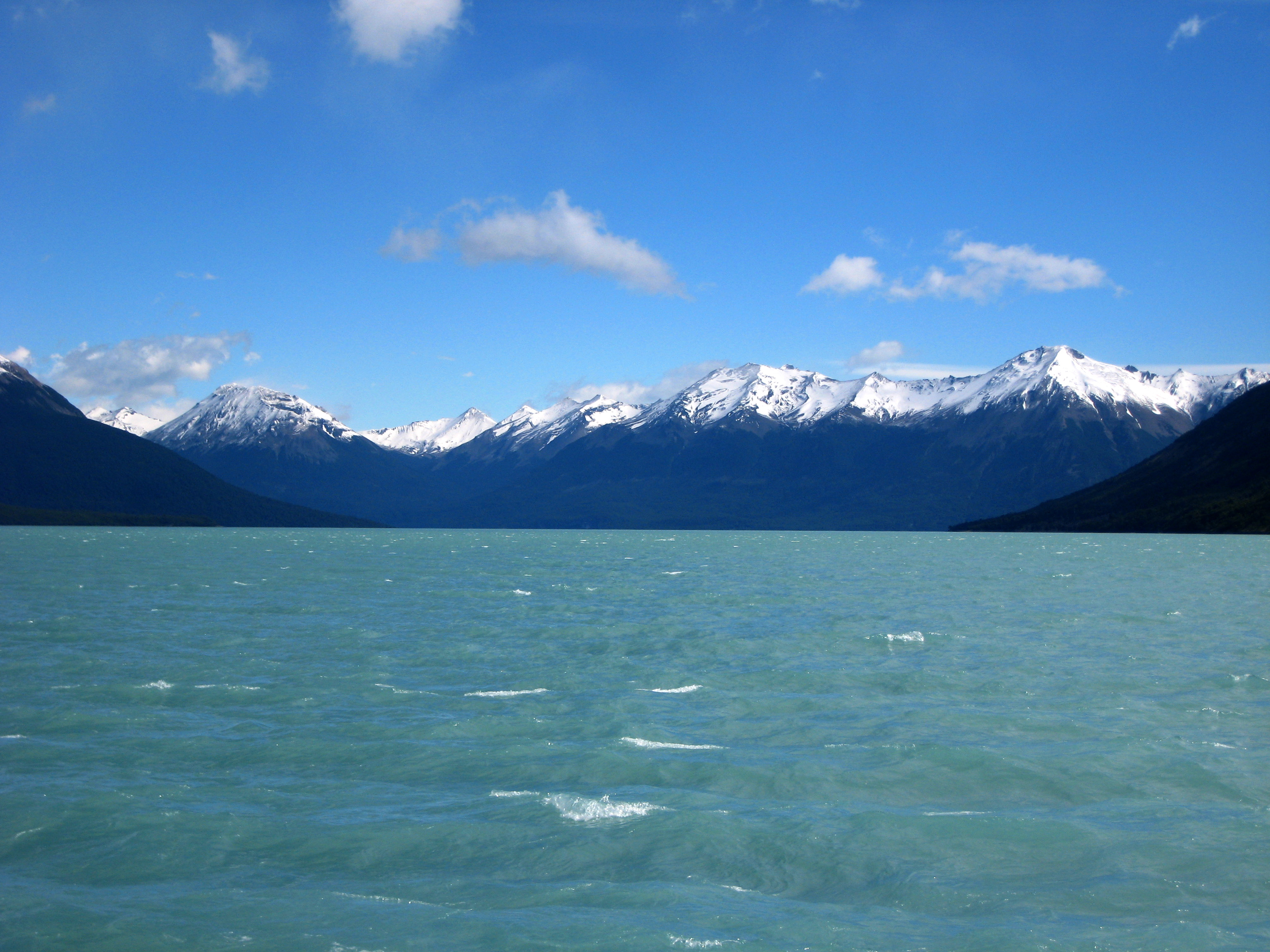
Den västra delen av sjön
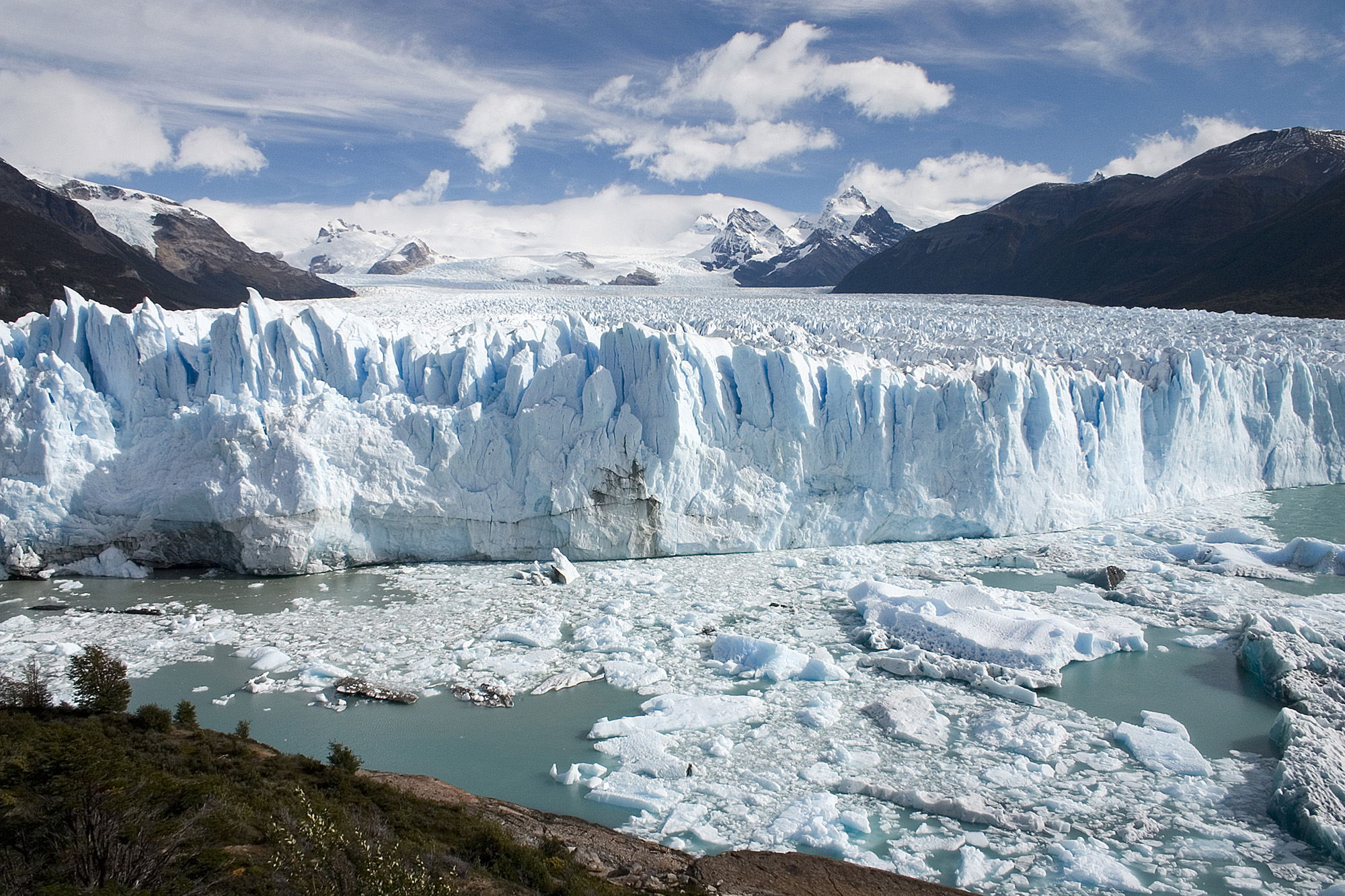
Perito Moreno-glaciären
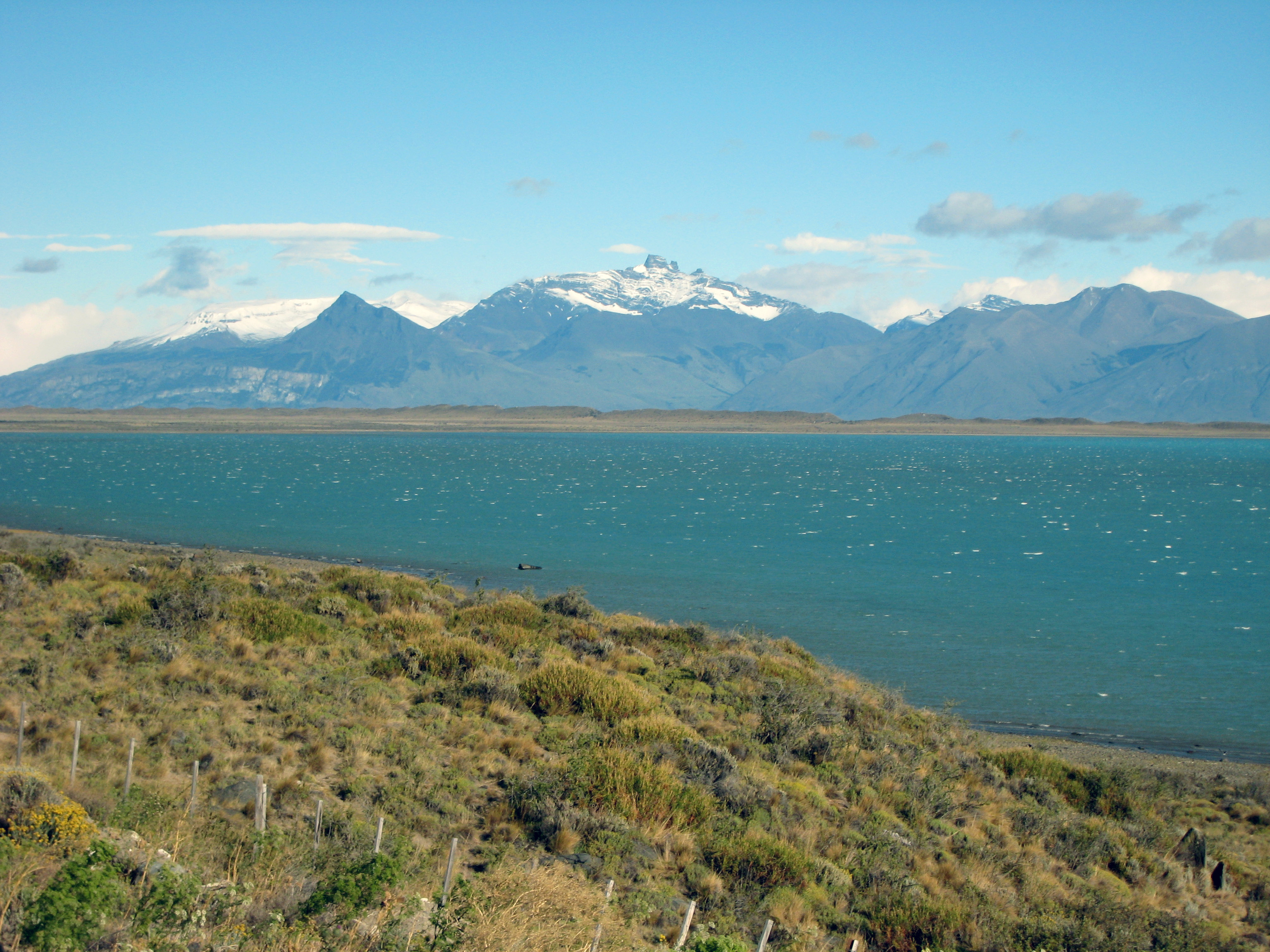
Den östra delen av sjön.